# Leichtathletik-Länderkampf der Männer 1978 BR Deutschland – Sowjetunion
| 9. Leichtathletik-Länderkampf mit bundesdeutscher Beteiligung 1978 | 9. Leichtathletik-Länderkampf mit bundesdeutscher Beteiligung 1978 |
| ------------------------------------------------------------------ | ------------------------------------------------------------------ |
|                                                                    |                                                                    |
| Ländervergleich der Männer: BR Deutschland – Sowjetunion           |                                                                    |
| Austragungsort                                                     | Dortmund                                                           |
| Wettbewerbe                                                        | 21                                                                 |
| Datum                                                              | 30. Juni / 1. Juli                                                 |
| 1. URS 2. FRG                                                      | 116 Punkte 107 Punkte                                              |
| Chronik                                                            |                                                                    |
| ← FRA-FRG (M)                                                      | FRG-URS (F) →                                                      |

Im neunten Vergleich des Länderkampfjahres 1978 gab es das neunte Aufeinandertreffen mit der Sowjetunion als eine der stärksten Leichtathletiknationen Europas. Die Wettkämpfe fanden am 30. Juni und 1. Juli in Dortmund statt. Die Mehrkämpfer der beiden Länder hatten in diesem Jahr bereits einen Vergleich miteinander ausgetragen, den die Sowjetunion gewonnen hatte. Außer der ersten Begegnung 1958 in Augsburg hatte die UdSSR alle Vergleiche in den Länderkämpfen mit dem allgemeinen Leichtathletikprogramm für sich entschieden. Gleichzeitig trafen sich am selben Ort auch die Frauen der beiden Nationen zu einem Länderkampf.

## Modus
Auf dem Programm standen zunächst einmal die bei Länderkämpfen üblichen zwanzig Disziplinen. Allerdings wurden die Langstrecken verkürzt ausgetragen. Anstelle der Rennen über 5000 und 10.000 Meter gab es Wettbewerbe über 3000 und 5000 Meter. Zusätzlich wurde noch das 10.000-Meter-Bahngehen durchgeführt, womit dieser Länderkampf aus 21 Disziplinen bestand. Aus dem olympischen Wettbewerbskatalog fehlten nur der Marathonlauf, die beiden Disziplinen im Straßengehen und der Zehnkampf. Am Start waren zwei Teilnehmer je Land und Wettbewerb. Die Wertung erfolgte nach dem Standardsystem.

## Ergebnis
In den Einzelläufen waren die bundesdeutschen Athleten mit sechs Disziplingewinnen bei zwei Doppelerfolgen gegenüber vier Siegen bei drei Doppelerfolgen ihrer sowjetischen Gegner leicht überlegen. Von den Staffeln entschied jedes Team je eine für sich. Das Bahngehen ging an die Sowjetunion. Im Bereich Sprung hatten die bundesdeutschen Vertreter mit drei Siegen die Oberhand. Die Sowjetunion lag hier nur im Dreisprung vorn, erzielte dabei jedoch einen Doppelerfolg, was den bundesdeutschen Sportlern im Bereich Sprung nicht gelang. In der Kategorie Wurf/Stoß verbuchte die sowjetische Mannschaft drei Wettbewerbe bei einem Doppelerfolg auf ihrem Konto. Die Bundesrepublik kam hier nur im Diskuswurf zu einem Sieg, der aber keinen Doppelerfolg beinhaltete. Am Ende gab es auch diesmal wieder eine Niederlage für die Bundesrepublik Deutschland, die mit 107 zu 115 Punkten allerdings knapp ausfiel.

## Legende
Kurze Übersicht zur Bedeutung der Symbolik – so üblicherweise auch in sonstigen Veröffentlichungen verwendet:
| w | Rückenwindunterstützung über dem erlaubten Limit von 2,0 m/s |

## Resultate

### 100 m
| Platz | Athlet              | Land | Zeit (s) |
| ----- | ------------------- | ---- | -------- |
| 1     | Wolodymyr Ihnatenko | URS  | 10,35    |
| 2     | Nikolai Kolesnikow  | URS  | 10,48    |
| 3     | Ulrich Haupt        | FRG  | 10,54    |
| 4     | Werner Bastians     | FRG  | 10,57    |

Datum: 30. Juni / w

### 200 m
| Platz | Athlet                 | Land | Zeit (s) |
| ----- | ---------------------- | ---- | -------- |
| 1     | Wolodymyr Ihnatenko    | URS  | 21,02    |
| 2     | Alexander Aksinin      | URS  | 21,27    |
| 3     | Franz-Peter Hofmeister | FRG  | 21,40    |
| 4     | Thomas Schultheiß      | FRG  | 21,44    |

Datum: 1. Juli

### 400 m
| Platz | Athlet            | Land | Zeit (s) |
| ----- | ----------------- | ---- | -------- |
| 1     | Bernd Herrmann    | FRG  | 46,27    |
| 2     | Lothar Krieg      | FRG  | 46,58    |
| 3     | Sergei Lowatschow | URS  | 46,94    |
| 4     | Wiktor Burakow    | URS  | 47,11    |

Datum: 30. Juni

### 800 m
| Platz | Athlet              | Land | Zeit (min) |
| ----- | ------------------- | ---- | ---------- |
| 1     | Willi Wülbeck       | FRG  | 1:47,1     |
| 2     | Anatoli Reschetnjak | URS  | 1:47,1     |
| 3     | Wiktor Anochin      | URS  | 1:48,5     |
| 4     | Uwe Becker          | FRG  | 1:56,4     |

Datum: 1. Juli
Uwe Becker stürzte, erreichte jedoch das Ziel.

### 1500 m
| Platz | Athlet             | Land | Zeit (min) |
| ----- | ------------------ | ---- | ---------- |
| 1     | Thomas Wessinghage | FRG  | 3:40,5     |
| 2     | Walerij Toropow    | URS  | 3:41,4     |
| 3     | Henning von Papen  | FRG  | 3:41,6     |
| 4     | Mikalaj Kirau      | URS  | 3:42,2     |

Datum: 30. Juni

### 3000 m
| Platz | Athlet            | Land | Zeit (min) |
| ----- | ----------------- | ---- | ---------- |
| 1     | Frank Zimmermann  | FRG  | 7:49,1     |
| 2     | Detlef Uhlemann   | FRG  | 7:50,0     |
| 3     | Alexander Antipow | URS  | 7:50,2     |
| 4     | Boris Kusnezow    | URS  | 7:50,3     |

Datum: 30. Juni

### 5000 m
| Platz | Athlet               | Land | Zeit (min) |
| ----- | -------------------- | ---- | ---------- |
| 1     | Enn Sellik           | URS  | 13:31,8    |
| 2     | Aljaksandr Fjadotkin | URS  | 13:31,9    |
| 3     | Peter Weigt          | FRG  | 13:37,4    |
| 4     | Christoph Herle      | FRG  | 13:37,6    |

Datum: 1. Juli

### 110 m Hürden
| Platz | Athlet                  | Land | Zeit (s) |
| ----- | ----------------------- | ---- | -------- |
| 1     | Wjatscheslaw Kulebjakin | URS  | 13,69    |
| 2     | Dieter Gebhard          | FRG  | 13,75    |
| 3     | Eduard Perewersew       | URS  | 13,77    |
| 4     | Guido Kratschmer        | FRG  | 13,94    |

Datum: 1. Juli

### 400 m Hürden
| Platz | Athlet            | Land | Zeit (s) |
| ----- | ----------------- | ---- | -------- |
| 1     | Harald Schmid     | FRG  | 49,09    |
| 2     | Dmitri Stukalow   | URS  | 49,95    |
| 3     | Wassyl Archypenko | URS  | 50,43    |
| 4     | Axel Salander     | FRG  | 50,89    |

Datum: 30. Juni

### 3000 m Hindernis
| Platz | Athlet            | Land | Zeit (min) |
| ----- | ----------------- | ---- | ---------- |
| 1     | Michael Karst     | FRG  | 8:22,6     |
| 2     | Sergei Olisarenko | URS  | 8:24,0     |
| 3     | Wladimir Filonow  | URS  | 8:27,9     |
| 4     | Josef Lechner     | FRG  | 8:32,4     |

Datum: 1. Juli

### 4 × 100 m Staffel
| Platz | Besetzung      | Land                                                                    | Zeit (s) |
| ----- | -------------- | ----------------------------------------------------------------------- | -------- |
| 1     | Sowjetunion    | Wolodymyr Ihnatenko Nikolai Kolesnikow Alexander Aksinin Walerij Borsow | 39,09    |
| 2     | BR Deutschland | Werner Bastians Dieter Gebhard Ulrich Haupt Franz-Peter Hofmeister      | 39,10    |

Datum: 30. Juni

### 4 × 400 m Staffel
| Platz | Besetzung      | Land                                                                      | Zeit (min) |
| ----- | -------------- | ------------------------------------------------------------------------- | ---------- |
| 1     | BR Deutschland | Lothar Krieg Franz-Peter Hofmeister Bernd Herrmann Harald Schmid          | 3:03,3     |
| 2     | Sowjetunion    | Wassyl Archypenko Wjatscheslaw Dozenko Wiktor Burakow Nikolai Tschernezki | 3:04,2     |

Datum: 1. Juli

### 10.000 m Bahngehen
| Platz | Athlet              | Land | Zeit (min) |
| ----- | ------------------- | ---- | ---------- |
| 1     | Anatoli Troizki     | URS  | 41:53,4    |
| 2     | Alfons Schwarz      | FRG  | 42:22,5    |
| 3     | Hans Michalski      | FRG  | 42:54,0    |
| 4     | Weniamin Soldatenko | URS  | 43:40,6    |

Datum: 30. Juni

### Hochsprung
| Platz | Athlet              | Land | Höhe (m) |
| ----- | ------------------- | ---- | -------- |
| 1     | Carlo Thränhardt    | FRG  | 2,26     |
| 2     | Andre Schneider     | FRG  | 2,21     |
| 3     | Gennadi Belkow      | URS  | 2,21     |
| 4     | Stanislaw Molotilow | URS  | 2,18     |

Datum: 30. Juni

### Stabhochsprung
| Platz | Athlet           | Land | Höhe (m) |
| ----- | ---------------- | ---- | -------- |
| 1     | Günther Lohre    | FRG  | 5,45     |
| 2     | Alexander Dolgow | URS  | 5,40     |
| 3     | Jewgeni Tananika | URS  | 5,20     |
| 4     | Jürgen Winkler   | FRG  | 4,80     |

Datum: 1. Juli

### Weitsprung
| Platz | Athlet              | Land | Weite (m) |
| ----- | ------------------- | ---- | --------- |
| 1     | Jochen Verschl      | FRG  | 7,91      |
| 2     | Walerij Pidluschnyj | URS  | 7,85      |
| 3     | Wladimir Zepelew    | URS  | 7,77      |
| 4     | Hans-Jürgen Berger  | FRG  | 7,74      |

Datum: 30. Juni

### Dreisprung
| Platz | Athlet              | Land | Weite (m) |
| ----- | ------------------- | ---- | --------- |
| 1     | Hennadij Kowtunow   | URS  | 16,34     |
| 2     | Oleksandr Jakowljew | URS  | 16,18     |
| 3     | Wolfram Walther     | FRG  | 15,32     |
| 4     | Martin Weppler      | FRG  | 13,93     |

Datum: 30. Juni

### Kugelstoßen
| Platz | Athlet           | Land | Weite (m) |
| ----- | ---------------- | ---- | --------- |
| 1     | Anatoli Jarosch  | URS  | 20,89     |
| 2     | Jewgeni Mironow  | URS  | 20,35     |
| 3     | Gerhard Steines  | FRG  | 19,48     |
| 4     | Ralf Reichenbach | FRG  | 19,36     |

Datum: 1. Juli

### Diskuswurf
| Platz | Athlet          | Land | Weite (m) |
| ----- | --------------- | ---- | --------- |
| 1     | Alwin Wagner    | FRG  | 62,64 a   |
| 2     | Nikolai Wichor  | URS  | 62,64 a   |
| 3     | Hein-Direck Neu | FRG  | 61,8000   |
| 4     | Wiktor Schurba  | URS  | 59,1200   |

Datum: 30. Juni

### Hammerwurf
| Platz | Athlet             | Land | Weite (m) |
| ----- | ------------------ | ---- | --------- |
| 1     | Walentin Dmitrenko | URS  | 76,46     |
| 2     | Manfred Hüning     | FRG  | 76,36     |
| 3     | Alexei Maljukow    | URS  | 75,50     |
| 4     | Roland Klein       | FRG  | 70,42     |

Datum: 1. Juli

### Speerwurf
| Platz | Athlet             | Land | Weite (m) |
| ----- | ------------------ | ---- | --------- |
| 1     | Nikolai Grebnjew   | URS  | 89,82     |
| 2     | Michael Wessing    | FRG  | 85,34     |
| 3     | Anatoli Scherebzow | URS  | 83,72     |
| 4     | Klaus Tafelmeier   | FRG  | 82,60     |

Datum: 1. Juli